# Ivan Kapadocijski
Ivan Kapadocijski ili Ivan Kapadocijac, također poznat kao Ivan Istočni (latinski: Iohannis Orientalis, prva polovica 6. stoljeća) ili, jednostavno, kao Kapadocijac, bio je bizantski velikodostojnik i državnik, poznat kao jedan od najvažnijih suradnika cara Justinijana.

## Životopis
Podaci o njegovom porijeklu i ranom životu su oskudni i temelje se na izvorima koji, poput povjesničara Prokopija, prema njemu nisu krili antipatiju. Po njima je bio rodom iz grada Cezareja u Kapadociji (po kojoj je i dobio nadimak), te bio izuzetno skromnog porijekla. Prokopije tvrdi da mu je nedostajalo obrazovanja, ali nevoljko priznaje da je bio obdaren prirodnim talentom za administrativne poslove. 

## Uspon i kontroverze
U izvorima se prvi put spominje kao jedan od bilježnika jednog od bizantskih magister milituma. Tamo se toliko istakao svojim sposobnostima, da ga je zapazio car Justinijan I. Veliki i omogućio mu brzo napredovanje u službi, stekavši kao dužnost vođenje carskih financija. Ivan je krajem 520-ih zajedno s pravnikom Tribonijanom dobio zadatak kodifikacije rimskog prava koje će postati poznato kao Corpus iuris civilis. Imenovanje na mjesto pretorijanskog prefekta Istoka mu je dalo ovlasti da skuplja poreze, a to je vjerojatno bio razlogom zašto je postao izuzetno nepopularan. Kada je 532. godine u Konstantinopolu izbila Nika pobuna, demonstranti su izričito tražili njegovu i Tribonijanovu smjenu. Gušenje ustanka, ali i uspjeh pregovora kojima je okončan Iberijski rat koji je vođen od 526. do 532. godine između Istočnog rimskog carstva i Sasanidske Persije oko prevlasti nad kraljevinom Iberijom, je ojačalo Ivanov položaj. Njegov utjecaj na cara, međutim, nije bio potpun, jer je unatoč njegovom protivljenju, 533. godine pokrenuo bizantsko-vandalski rat.

## Završetak karijere
Ivan je s vremenom stekao veliki broj neprijatelja i u Konstantinopolu, dijelom zbog zavisti, dijelom zbog sklonosti osobnom bogaćenju a dijelom zbog sve većeg uživanja u luksuzu i razvratu. Kada se među neprijateljima našla carica Teodora, Ivanov je položaj postao ugrožen. Godine 541.  Teodora je stupila u savez s generalom Belizarom, Ivanovim glavnim neprijateljem. Preko Belizarove supruge Antonine je organizirala tajni sastanak s Ivanom, tobože kako bi zajedno planirali svrgavanje cara, a zapravo s ciljem da ga se denuncira zbog izdaje. Ivan je tada kompromitiran, smijenjen s položaja i prognan u Kizikos.
Iako je Ivan protiv svoje volje zaređen u svećenika, Justinijan je ispočetka bio blag prema njemu i dozvolio mu da zadrži dio bogatstva. U Kizikosu je, međutim, došao u sukob s episkopom Euzebijem. Kada je episkop ubijen, Ivan je uhapšen pod optužbom za taj zločin. Iako podvgrnut mukama, Ivan je odbio priznati počinjenje toga zločina. Justinijan ga se riješio progonstvom u Egipat, odbijajući Teodorine pozive za pogubljenje. Tek kada je Teodora 548. umrla, Ivan se vratio u Konstantinopol, ali nikad više nije vratio ni vlast ni bogatstvo.